# Muang Paklay
Muang Paklay är ett distrikt i Laos.   Det ligger i provinsen Sainyabuli, i den västra delen av landet, 120 km väster om huvudstaden Vientiane.